# 아사나사이
아사나사이(阿史那社爾, ? - 655년)은 돌궐(突厥)의 수장이자 중국 당(唐)의 무장이다.
당 왕조에 귀순해 군인으로써 활약하며 구자국을 멸망시키는데 공을 세웠으며, 당 태종의 고구려 원정에도 참가하였다.

## 경력
돌궐의 출라 카간(処羅可汗, 처라가한)의 둘째 아들로써 태어났으며 11세 때에 지혜와 용맹함으로 이름이 났다. 돌궐의 관직인 탁설(拓設, 타르두쉬 샤드)에 임명되었고 고비 사막 북쪽에 아기(牙旗)를 세웠다. 힐리가한(頡利可汗, 일릭 카간)의 아들인 욕곡설(欲谷設, 욜룩 샤드)과 함께 철륵(鉄勒) ・ 회골(위구르) ・ 복골(僕骨) ・ 동라(同羅) 등 여러 부족들을 나누어 통치하였는데, 무리들을 통솔하는 10년 동안 「부락이 풍요롭다면 나는 그것으로 되었다」며 가렴주구를 행하지 않고 부귀를 추구하지 않았다고 한다. 힐리가한이 군사력을 키워 주변 국가를 압박하는 와중에 아사나사이는 힐리가한에게 몇 번이나 이를 간언하였으나 힐리가한은 듣지 않았다고 한다.
626년에 철륵・회골・설연타 등이 돌궐의 지배를 이탈하고 욕곡설을 마렵산(馬猟山)에서 격파하자, 아사나사이는 욕곡설을 구원하고자 나섰으나 도리어 설연타에 패하였다. 628년 잔당을 거느리고 서쪽으로 가서 가한부도성(可汗浮図城)에 주둔하였다. 630년에 힐리가한이 당에 멸망하고 서돌궐의 통엽호가한(統葉護可汗, 톤 야브구 카간) 또한 사망하자, 해리필돌육가한(奚利邲咄陸可汗)과 니숙가한(泥孰可汗) 형제가 정권을 놓고 다투었다. 아사나사이는 병사를 거느리고 이를 습격해 서돌궐의 절반을 차지하고 10만 명의 무리를 거느리게 되었으며, 스스로를 도포가한(都布可汗)이라 칭하였다. 정예 기병 5만을 가려 설연타에 맞서 복수전을 시도하였으나 100일만에 병사들 사이에 전쟁을 혐오하는 분위기가 퍼지고, 도망치는 사람이 나오기 시작했다. 여기에 설연타의 습격으로 크게 패하고 1만의 병사만을 거느린 채 고창(高昌)으로 달아나야 했다. 서돌궐도 더 이상 그가 다스릴 수 없게 되었다. 결국 635년 아사나사이는 무리들을 거느리고 당에 내속하였다.
636년에 당의 수도 장안(長安)으로 들어 와서 좌효위대장군(左驍衛大将軍)에 임명되었으며, 그의 무리들은 영주(霊州) 북쪽에 배치되고 아사나사이 자신은 장안에 머물렀다. 위양장공주(衡陽長公主)를 아내로 맞아 당의 부마도위(駙馬都尉)가 되어 금원(禁苑)에 있는 병사들을 지휘하게 되었다. 640년 교하도행군총관(交河道行軍総管)이 되어 고창을 쳐서 차지하였다. 여러 장수들이 다투어 포상을 챙기려 하는 와중에 아사나사이는 아직 천자의 조를 받지 못했다면서 가지지 않으려 했고, 별도의 칙이 있고 나서야 자신의 포상을 챙기러 나섰다고 한다. 태종은 이러한 아사나사이의 청렴함을 크게 칭찬하고 고창에서 얻은 보도(宝刀)와 능견(綾絹)을 그에게 하사하였으며 북문(北門) 좌둔영(左屯営)의 검교를 맡기고 필국공(畢国公)에 봉하였다.
645년 당 태종의 고구려 원정(제1차 고구려-당 전쟁)에 참가하였는데 전투 중에 화살을 맞고도 그 화살을 뽑아버린 채로 다시 싸우러 나가서 분전해 공을 세웠다고 전한다. 퇴군 이후 홍려경(鴻臚卿)을 겸임하게 되었다.
647년 곤구도행군대총관(崑丘道行軍大総管)이 되어 실크로드 왕국인 구자(亀茲, 쿠차)를 공격하는 임무를 맡았다. 648년 아사나사이는 서돌궐 영내로 들어와 처밀(処蜜) ・ 처월(処月)을 공격해 부수고 언기(焉耆) 방면으로 해서 구자 영내로 들어가 그들을 기습하고 진군해 적석(磧石)에 머무르며 이주자사(伊州刺史) 한위(韓威)를 선봉으로 내세우고 우효위장군(右驍衛将軍) 조계숙(曹継叔)을 후위로 세웠는데, 다갈성(多褐城)에서 구자의 왕 백가려포실필(白訶黎布失畢)이 무리 5만을 거느리고 맞아 쳤는데 한위와 조계숙은 구자 군사들과 죽기로 싸워서 격파하였다. 아사나사이는 구자의 수도를 함락시키고, 곽효각(郭孝恪)에게 성의 수비를 맡긴 채 자신은 달아난 백가려포실필을 추격해 대발환성(大撥換城)에서 백가려포실필과 구자의 대신 나리(那利) 등을 사로잡고 구자의 다섯 대성(大城)을 함락시켰다. 좌위낭장(左衛郎将) 권지보(権祗甫)를 보내 여러 수장들에게 이해관계에 대해 설명하고 70개 성의 항복을 받아내고는 돌에 공적을 새기고 개선하였다. 곽효각은 전리품인 금과 옥을 몸에 두르고 아사나사이에게도 이를 주었으나 아사나사이는 이를 받지 않았다. 태종은 이를 듣고 「두 장의 우열은 남에게 물을 것도 없겠지」라고 말했다고 한다.
태종이 세상을 떠난 뒤에 아사나사이는 돌궐의 풍속에 따라 자신도 태종을 따라 죽기를 청하였으나 고종이 허락하지 않았다고 한다. 이후 우위대장군(右衛大将軍)으로 전임하였으며, 655년에 사망하였다. 사후 보국대장군(輔国大将軍) ・ 병주도독(并州都督)의 지위가 추증되었으며 소릉(昭陵)에 배장되었는데, 총산(葱山)을 본떠 그의 무덤 봉분을 조성하였다고 한다. 시호는 원(元)이라 하였다.
아들로는 아사나도진(阿史那道真)이 있었고, 좌둔위대장군(左屯衛大将軍)의 지위에 올랐다고 한다. 670년 우위위대장군 설인귀(薛仁贵)를 따라 토번(吐蕃)을 쳤으나 대비천(大非川)에서 토번의 가르친링에 의해 패하였다고 한다(대비천 전투).

## 전기 자료
- 《구당서》 권109 , 〈열전〉59, 아사나사이
- 《신당서》 권110 , 〈열전〉35, 아사나사이

## 대중매체에서
- 《안시성 (영화)》(2018년) - 김길동 分